# 教皇ヨハネスの代数
教皇ヨハネスの代数（きょうこうヨハネスのだいすう）は、厳密な数字順になっていない。ヨハネス（ヨハネ）を名乗った正統な教皇の数は21人であるが、最後にこの名前を名乗った教皇は「ヨハネ23世」である。このずれは、中世に代数の数え誤りを2回していたことによるものである。1回目は対立教皇ヨハネス16世の代数を除かずに、次の教皇ヨハネスが17世を名乗ったことである。2回目は、『教皇の書』の記載の誤読によって14世が2人いると勘違いされ、それを正すために20世が飛ばされたことである。

## ヨハネスの一覧
#は、正統な教皇の代数（本来名乗るべきだった代数）を示す。
| 現代の序数 | 在位       | 出生名                                        | 備考 | #  |
| --- | ---------- | --------------------------------------------- | --- | -- |
| 1世から14世までの序数に議論の余地はない。 1世 • 2世 • 3世 • 4世 • 5世 • 6世 • 7世 • 対立-8世 • 8世 • 9世 • 10世 • 11世 • 12世 • 13世 |            |                                               | |    |
| ヨハネス14世 | 983–984    | Pietro Canepanova                             | | 14 |
| ヨハネス14世その2 | 存在しない |                                               | 中世の歴史家が教皇の書におけるヨハネス14世についての記述を誤読した。                                                  | –  |
| ヨハネス15世 | 985–996    | John                                          | 「ヨハネス14世その2」が存在したと考えられたことにより、ヨハネス15世 (16世) と併記された。                             | 15 |
| 対立教皇ヨハネス16世 | 997–998    | Johannes Philagathos or Piligato or Filagatto | ヨハネス16世 (17世) と併記された。グレゴリウス5世に対抗して選ばれ、対立教皇とされているが、16世という序数は残された。 | –  |
| ヨハネス17世 | 1003       | Sicco                                         | ヨハネス17世 (18世) と併記された。                                                                                    | 16 |
| ヨハネス18世 | 1004–1009  | Fasanius                                      | ヨハネス18世 (19世) と併記された。                                                                                    | 17 |
| ヨハネス19世 | 1024–1032  | Romanus                                       | ヨハネス19世 (20世) と併記された。                                                                                    | 18 |
| ヨハネス20世 | 存在しない |                                               | ヨハネス21世により省略された。                                                                                        | –  |
| ヨハネス21世 | 1276–1277  | Pedro Julião romanised as Petrus Hispanus     | ヨハネス21世 (20世) と併記された。15世から19世までを16世から20世とすべきと考え21世とした。                            | 19 |
| ヨハネス22世 | 1316–1334  | Jacques Duèze                                 | | 20 |
| 対立教皇ヨハネス23世 | 1410–1415  | Baldassare Cossa                              | 20世紀半ばまで正統な教皇として『教皇庁年鑑』(Annuario Pontificio)に記載されていた。                                   | –  |
| ヨハネス23世 | 1958–1963  | Angelo Giuseppe Roncalli                      | 23世を名乗ったことによりBaldassare Cossaの対立教皇としての立場が確認された。                                          | 21 |

## ヨハネス20世
11世紀の歴史家は、ヨハネスという教皇が対立教皇ボニファティウス7世と正統な教皇ヨハネス15世の間に存在したと信じていた。これは、教皇についての伝記『教皇の書』(Liber Pontificalis)におけるヨハネス14世についての記述の誤読に起因するものである。『教皇の書』では、ヨハネス14世の任期について、教皇として在位していた8か月と、ボニファティウス7世に幽閉されていた4か月間とが分けられ、次のように書かれていた。
Iohannes m. VIII （ヨハネス、8か月）
Iohannes m. IV （ヨハネス、4か月）
11世紀に入って、この記述は2人の異なる教皇ヨハネスを指しているものと誤読されるようになった。2人のヨハネスを区別するために、2人目の「ヨハネス14世」については"Iohannes XIV. bis"（ヨハネス14世その2）と呼ばれるようになり、ヨハネス14世の死後にボニファティウス7世と対立した枢機卿の助祭ヨハネスと混同された。ヨハネス15世からヨハネス19世までは「ヨハネス14世その2」の存在を軽視していたとして、1276年に教皇に選出されたペドロ・ジュリアォンは「ヨハネス21世」を名乗ることでこの「誤り」を「修正」した。
19世紀になって、「ヨハネス14世」に関する誤りが発見され、現在では歴代のローマ教皇については在位中に使用していた番号で記載されている。よって、在位中に「ヨハネス20世」を名乗った教皇は存在しない。ただし、一部の資料で、15世から19世について16世から20世と書いているものがあるため、「15世（16世）」のような併記をすることがある。逆に、ヨハネス21世に20世と併記しているものもある。
何人かは、ヨハネスという教皇にまつわる数え方の混乱を、女教皇ヨハンナが実在した「証拠」として使っている。
ジェームズ・ブランチ・カベルのユーモアファンタジー小説『ユルゲン』では、主人公はこの欠落を知っており、これを利用する。主人公は誰ともかちあうことのないヨハネス20世のふりをして、天国へ入り込む。

## ヨハネス23世
教会大分裂の時代には、2人の教皇（グレゴリウス12世・ベネディクトゥス13世）が存在し、1409年のピサ教会会議でアレクサンデル5世を選出して大分裂を終わらせようとしたが、2人とも廃位を認めず、3人の教皇が鼎立した。その後、アレクサンデル5世の後継者ヨハネス23世は大分裂の収束のために1415年に廃位された。
20世紀半ばまでの教皇庁年鑑では、1409年まではローマの教皇を、1415年まではピサの教皇を正統としていた。教会大分裂の最後の3教皇はグレゴリウス12世、アレクサンデル5世、ヨハネス23世と並べて記載されていた。しかし、ヨハネ23世が「議論の余地のない正統性を持つ22人〔ママ〕のヨハネス」として23世を名乗ったことにより、教会大分裂が再解釈された。これは、グレゴリウス12世の在位を1415年までとする教皇庁年鑑の最新版にも反映されている。現代ではアレクサンデル5世とヨハネス23世は対立教皇とされている。